# Коноплянка
Конопля́нка, или реполо́в (лат. Linaria cannabina), — вид певчих воробьиных птиц из семейства вьюрковых (Fringillidae).

## Внешний вид
Длина тела 13—16 см, крыла — 7,2—8,6 см, размах крыльев 22—26 см; вес 19—22 г. В весеннем оперении у самца темя, лоб и грудь яркого карминного цвета, верхняя сторона тела буроватая, брюшко и бока белые. Самка по окраске похожа на самца, но в оперении у неё отсутствует красный цвет.

## Распространение
Обитает в Европе, Северо-Западной Африке, Малой, Передней и Средней Азии.

## Образ жизни
Обитатель культурного ландшафта. Населяют сады, живые изгороди, защитные древесные и кустарниковые насаждения, кустарниковые поросли по лугам и опушкам лесов. Перелётная птица, лишь на юге ареала ведёт оседлый или кочующий образ жизни. Весной прилетают рано, в марте — первой половине апреля, и вскоре приступают к гнездованию. Песня сложная и мелодичная, состоит из разнообразных, в основном журчащих, трелей, щебетаний, свистов, тресков, следующих друг за другом без определённого порядка, отрывками по несколько секунд. Самец поёт, сидя на вершинах кустов или на деревьях, на проводах, на заборе и т. п. При этом самец приподнимает хохолок на голове и поворачивается из стороны в сторону. Временами он взлетает с песней высоко в воздух и, сделав два-три круга, планирует обратно на присаду. Интересно, что самцы никогда не поют в одиночку, обязательно на небольшом расстоянии распевают несколько птиц. Сезон пения — от прилёта до отлёта, наиболее активно — в предгнездовое и гнездовое время. Осенний отлёт происходит в конце сентября — в октябре. Питаются семенами репейника, лопуха, конского щавеля, чемерицы и других травянистых растений. В меньшей степени поедают разнообразных насекомых, интересный факт, что Коноплянка за раз может съесть в три раза больше, чем весит сама. Птенцов выкармливают насекомыми и вылущенными семенами. Максимальный известный возраст в природе — 9 лет. В неволе при хорошем содержании живут дольше.

## Размножение

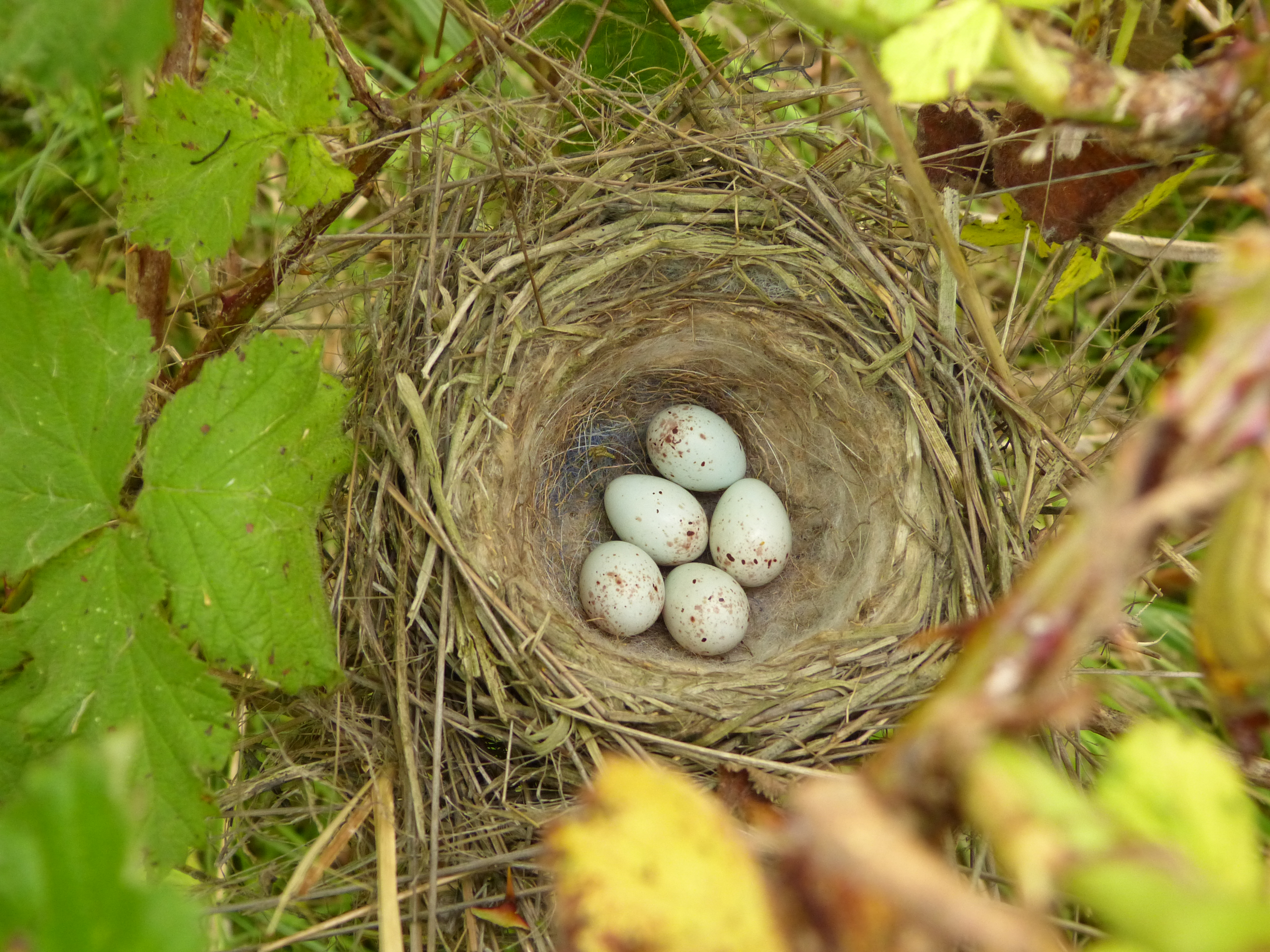
Гнездо коноплянки

Гнёзда устраивают обычно на низких елях, в густых кустарниках и в живых изгородях на высоте от 1 до 3 м. Гнездо строит только самка. Оно чашеобразное, небольшое, но сделано довольно добротно, в основном из травы, а также корешков, волокон луба, с примесью мха, лишайников, паутины. В лотке также тонкая трава, волокна луба, шерсть, бывают перья.
В первой половине мая в гнёздах появляются яйца. В кладке 3—7, чаще 5 бледных зеленовато-голубых яиц, покрытых коричневатыми крапинками, более густыми на тупом конце. Насиживает только самка в течение 13—14 дней. Птенцы покрыты довольно густым и длинным тёмно-серым пухом. Они находятся в гнезде 13—15 дней. Выкармливают их оба родителя. Корм носят в зобе большими порциями, прилетают редко, 2—4 раза в час. Вылет молодых происходит в июне. Слетевших с гнезда птенцов продолжает подкармливать главным образом самец. Самка же сразу после вылета птенцов покидает их и приступает к устройству нового гнезда для второй кладки. Птенцы второго выводка вылетают из гнезда примерно в конце июля. Выводки объединяются в стайки, которые кочуют первое время вблизи мест гнездования.

## Содержание
В домашних условиях большинство коноплянок остаются пугливыми птицами, часто бьются о прутья клетки при резких движениях человека или домашних животных. Тем не менее их часто содержат в клетках из-за красивого пения. При вольерном содержании иногда дают потомство, получены гибриды с канарейками, щеглами и зеленушками. Гибриды с канарейками отличаются неплохими голосовыми данными и даже во взрослом состоянии способны совершенствовать песню, перенимая её у поющих кенаров.

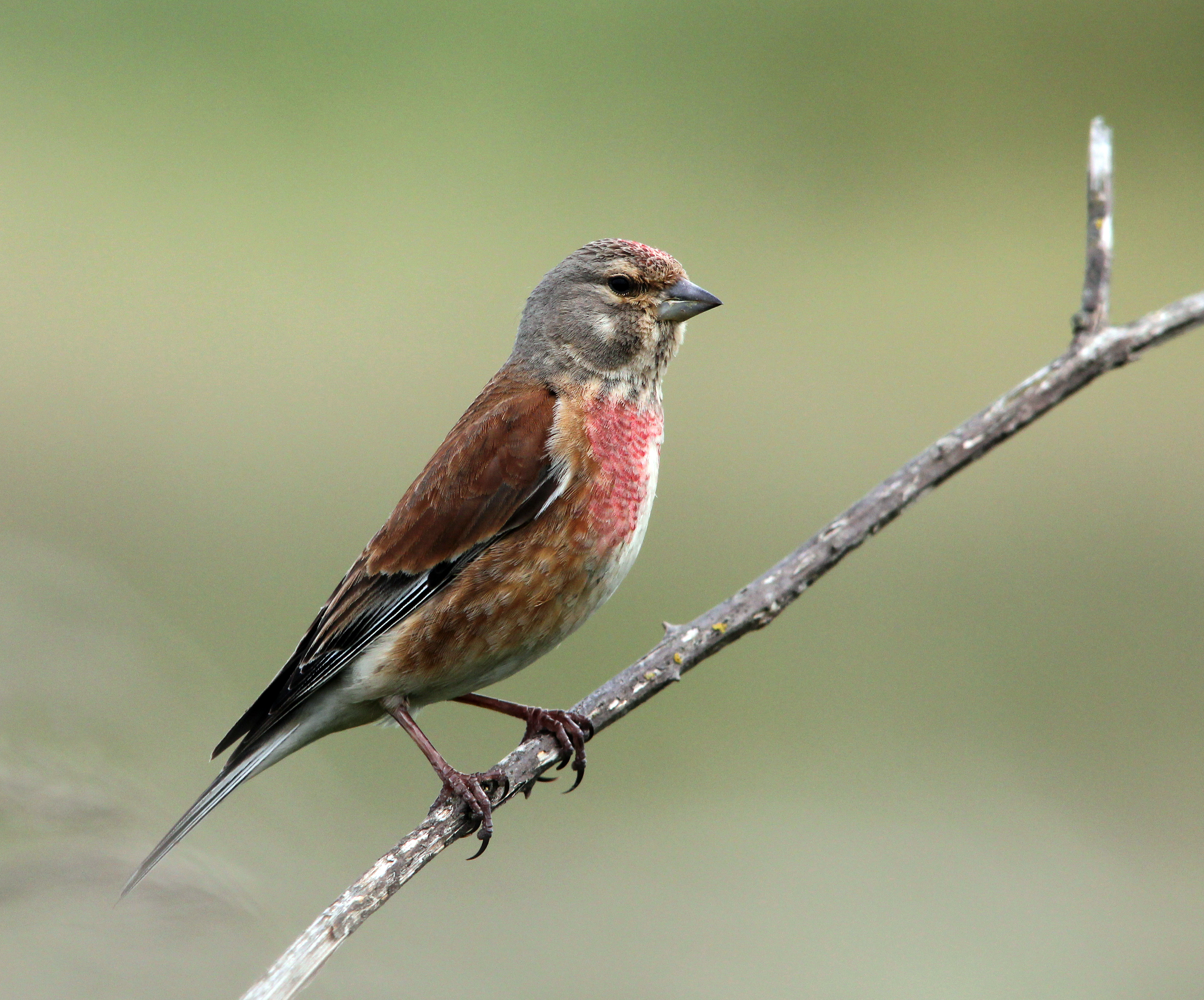
Самец
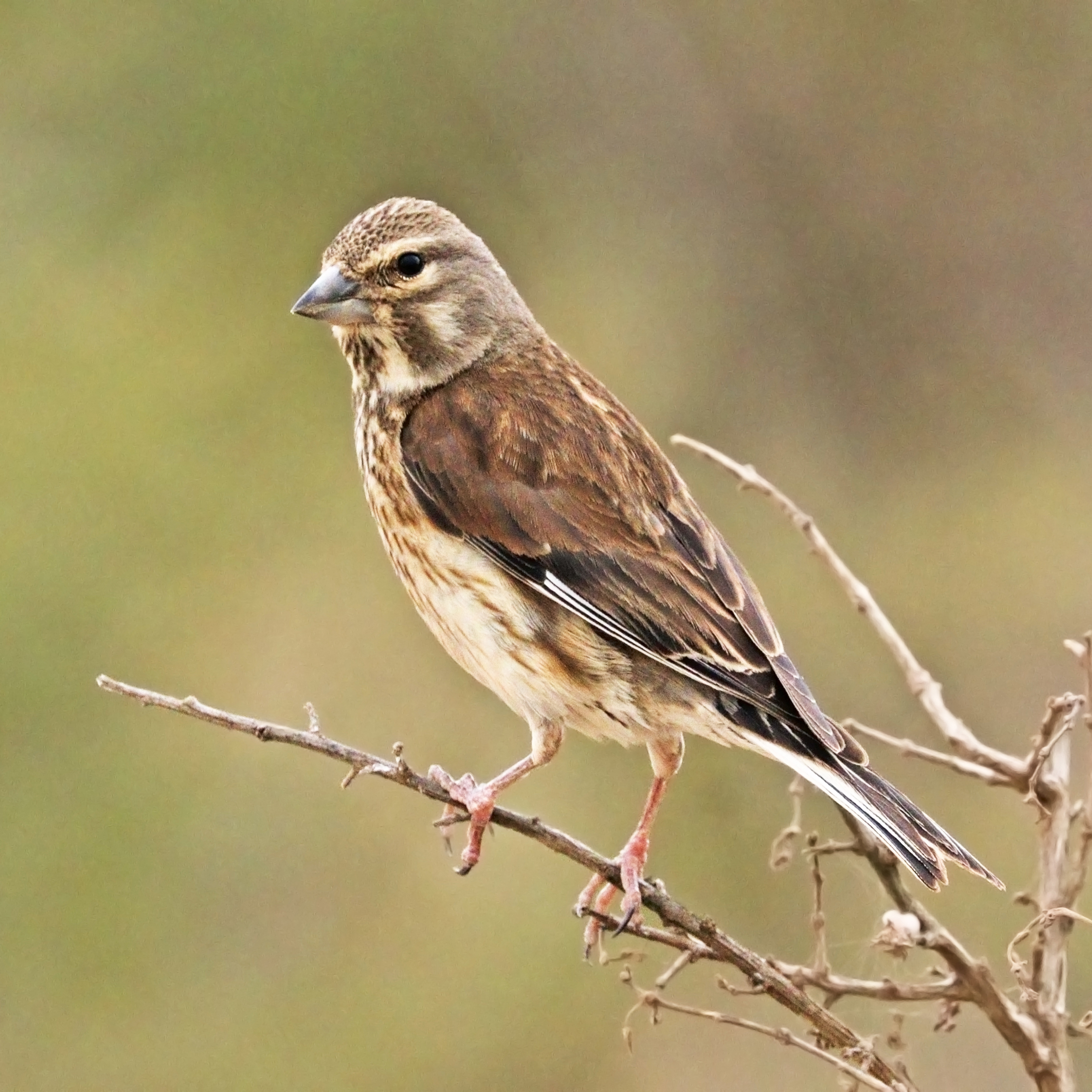
Самка
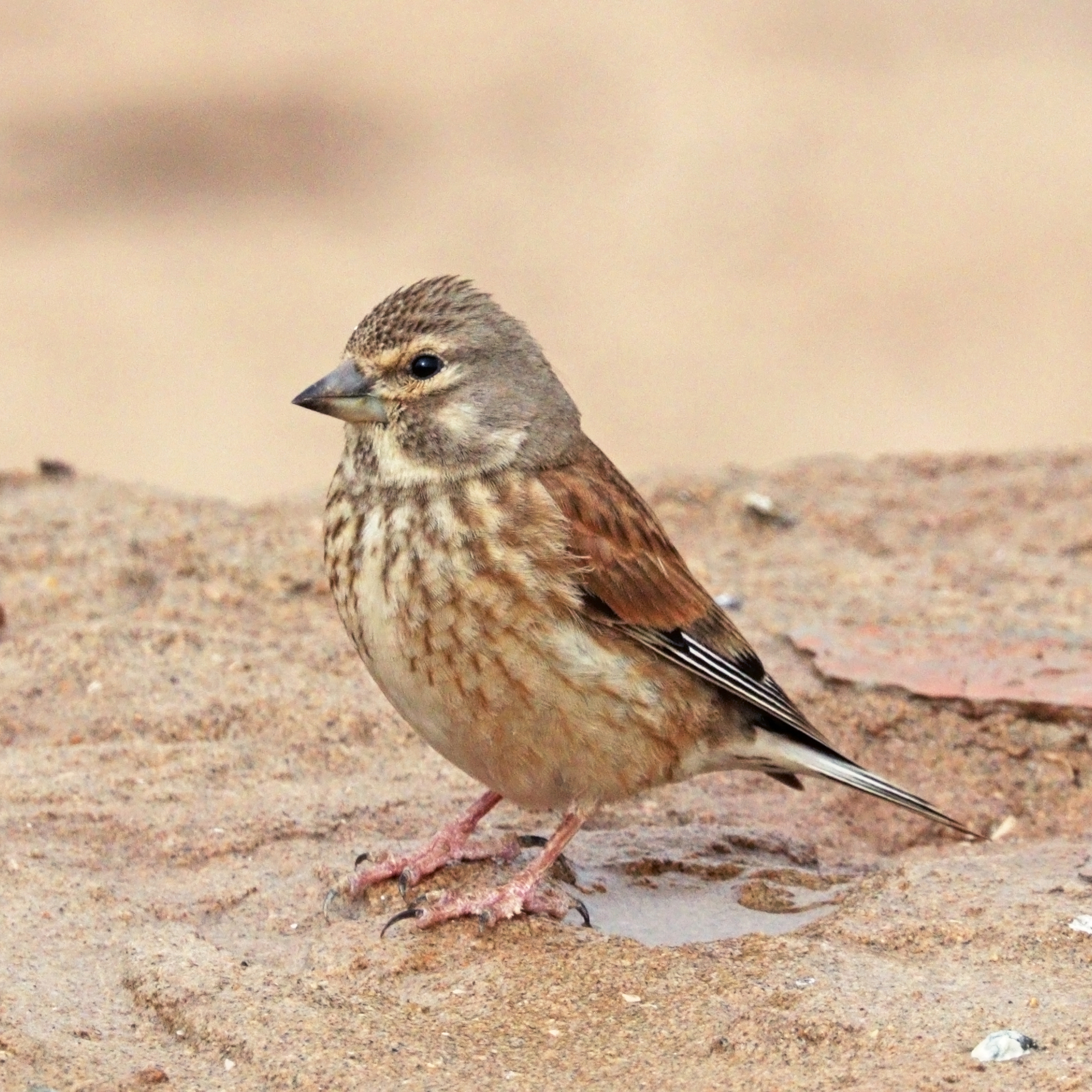
Молодая птица
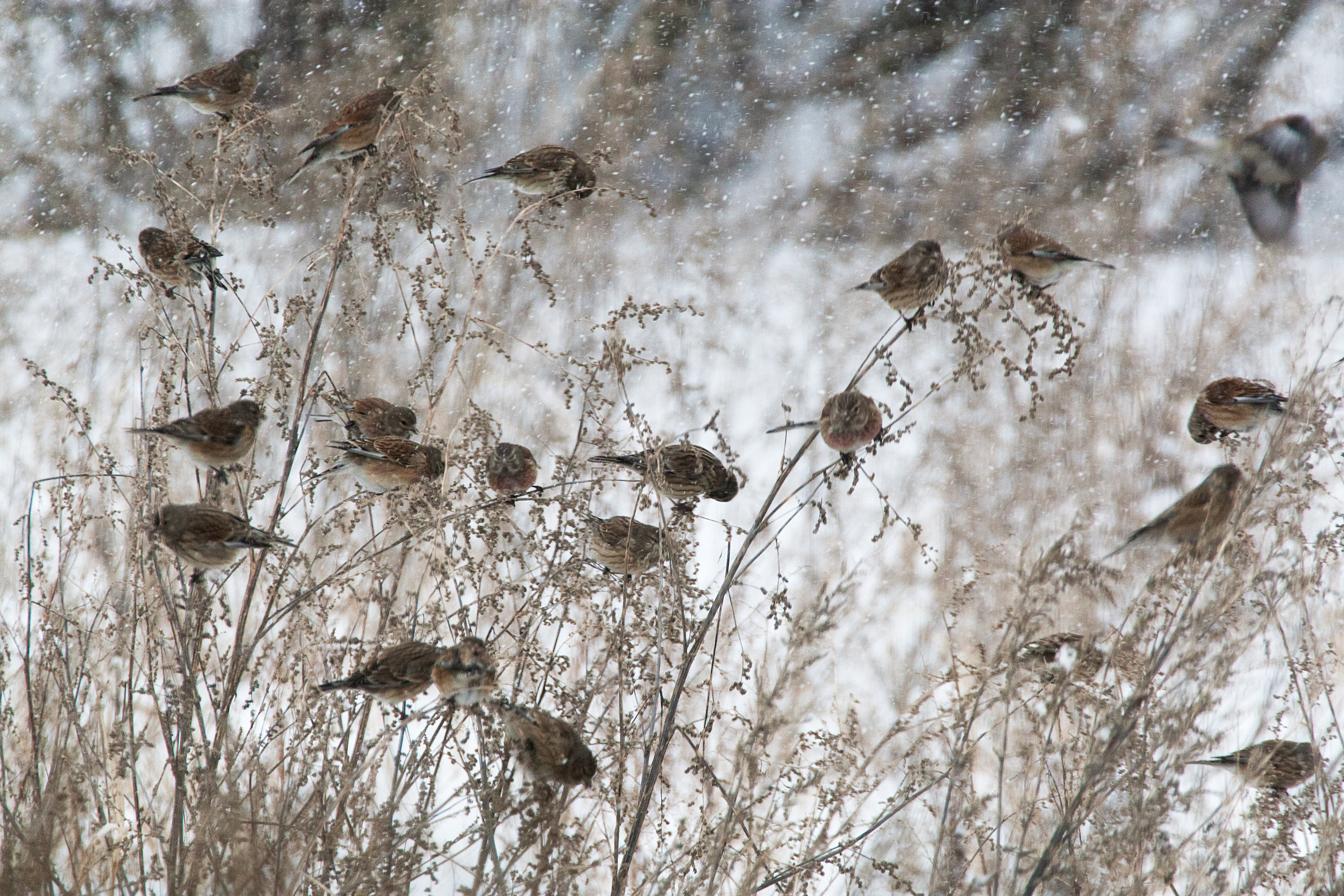
Стайка коноплянок
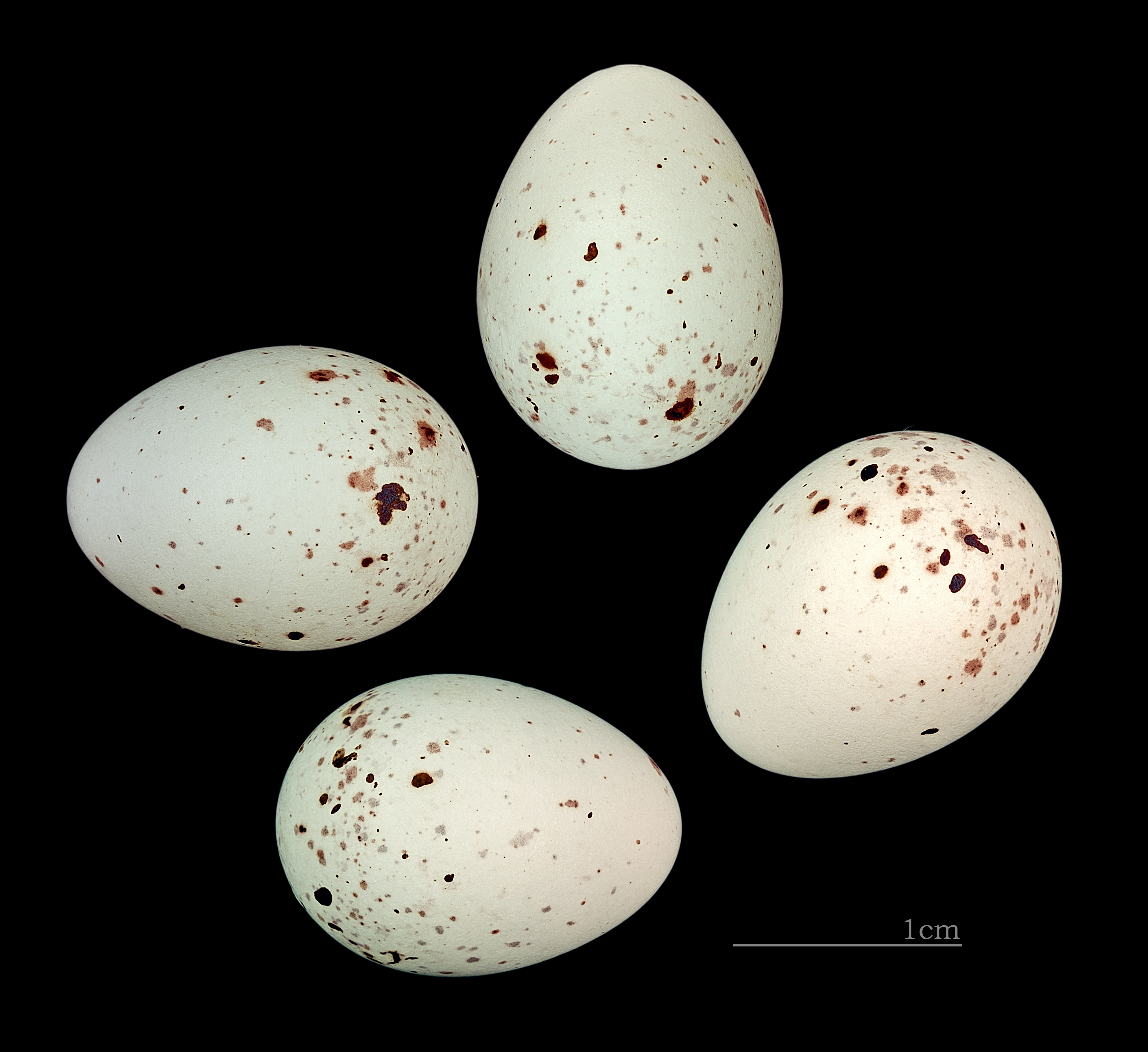
Яйца